# 女による女のためのR-18文学賞
女による女のためのR-18文学賞（おんなによるおんなのためのアールじゅうはちぶんがくしょう）は、新潮社が主催する公募新人文学賞である。単にR-18文学賞ともいわれる。

## 概要
応募者は女性に限られており、また選考委員の作家や下読みにあたる編集者も女性のみとしている。当初は、性について描かれた小説を対象とし、女性のためのエロティックな小説の発掘を目指していたが、第11回より「女性が性について書くことは珍しいことではなくなり、性をテーマにすえた新人賞としては一定の社会的役割を果たした」との理由で、募集作品を「女性ならではの感性を生かした小説」と改めた（官能をテーマとした作品も引き続き受け付ける）。第14回からは、選考委員に友近が加わり、友近賞が新設された。
最終候補作はウェブ上で公開され、選考委員の合議により選出する大賞と、ウェブ上の投票により選出する読者賞を設ける。受賞作は、『小説新潮』『yom yom』に掲載されている。受賞者には、正賞として大賞30万円、読者賞10万円が、副賞として体脂肪計付ヘルスメーターが贈られる。
2021年7月にテーマを「書き手の感性を生かした小説」とし、大賞と友近賞の2賞とする等のリニュアルが発表された。

## 受賞作一覧
年は受賞作の発表年。特記がなければ、出典は公式サイト、初刊は新潮社、文庫は新潮文庫刊。

### 第1回から第10回
| 回（年度）         | 賞     | 受賞作                             | 著者           | 初刊       | 文庫化     |
| ------------------ | ------ | ---------------------------------- | -------------- | ---------- | ---------- |
| 第1回（2002年度）  | 大賞   | マゼンタ100                        | 日向蓬         | 2002年9月  | 2006年11月 |
| 第1回（2002年度）  | 読者賞 | 青空チェリー                       | 豊島ミホ       | 2002年9月  | 2005年8月  |
| 第1回（2002年度）  | 候補   | 楽園の乙女                         | 田村和佳       |            |            |
| 第1回（2002年度）  | 候補   | 残像                               | 田中薫         |            |            |
| 第1回（2002年度）  | 候補   | なつの感触                         | 菊池とおこ     |            |            |
| 第1回（2002年度）  | 候補   | under my skin                      | 近藤紋己       |            |            |
| 第2回（2003年度）  | 優秀賞 | パートナー                         | 正木陶子       | 2007年7月  |            |
| 第2回（2003年度）  | 読者賞 | そして俺は途方に暮れる             | 渡辺やよい     | 2004年2月  |            |
| 第2回（2003年度）  | 候補   | シャワー                           | 志村紫         |            |            |
| 第2回（2003年度）  | 候補   | 鴇色の首飾り                       | 田中文         |            |            |
| 第2回（2003年度）  | 候補   | 華鵺                               | 唖猫           |            |            |
| 第2回（2003年度）  | 候補   | 猫にさよなら                       | 原田夏海       |            |            |
| 第2回（2003年度）  | 候補   | カジュアル                         | 瑤池あさみ     |            |            |
| 第3回（2004年度）  | 大賞   | ねむりひめ                         | 吉川トリコ     | 2004年12月 | 2009年11月 |
| 第3回（2004年度）  | 読者賞 | ねむりひめ                         | 吉川トリコ     | 2004年12月 | 2009年11月 |
| 第3回（2004年度）  | 優秀賞 | ハイキング                         | 管乃了         |            |            |
| 第3回（2004年度）  | 候補   | ラブタクシー                       | 安達薫         |            |            |
| 第3回（2004年度）  | 候補   | コロッケ                           | 緋川小夏       |            |            |
| 第3回（2004年度）  | 候補   | 蜜柑の匂いがみちみちて             | 吉村奈央子     |            |            |
| 第3回（2004年度）  | 候補   | フルーツ・フル                     | 宇山桃子       |            |            |
| 第4回（2005年度）  | 大賞   | 夏がおわる                         | 南綾子         | 2007年2月  |            |
| 第4回（2005年度）  | 読者賞 | 宇宙切手シリーズ                   | 松田桂         | 2007年7月  |            |
| 第4回（2005年度）  | 候補   | 青ざめる雪                         | 下田路花       |            |            |
| 第4回（2005年度）  | 候補   | グレープフルーツのしずく           | 南本あいら     |            |            |
| 第4回（2005年度）  | 候補   | うみはひろいな、おおきいな         | 野乃日和       |            |            |
| 第4回（2005年度）  | 候補   | カササギ                           | 瀧本マサキ     |            |            |
| 第5回（2006年度）  | 大賞   | 花宵道中                           | 宮木あや子     | 2007年2月  | 2009年9月  |
| 第5回（2006年度）  | 読者賞 | 花宵道中                           | 宮木あや子     | 2007年2月  | 2009年9月  |
| 第5回（2006年度）  | 優秀賞 | なくこころとさびしさを             | 清瀬マオ       | 2006年10月 |            |
| 第5回（2006年度）  | 候補   | 遊戯生活                           | 桜木みわ       |            |            |
| 第5回（2006年度）  | 候補   | Decade                             | 青山歌         |            |            |
| 第5回（2006年度）  | 候補   | クロルカルキの夏                   | くれは繭       |            |            |
| 第6回（2007年度）  | 優秀賞 | シーズンザンダースプリン♪          | 三日月拓       | 2007年6月  |            |
| 第6回（2007年度）  | 読者賞 | ラムネの泡と、溺れた人魚           | 石田瀬々       | 2007年8月  |            |
| 第6回（2007年度）  | 候補   | 朝の訪れ                           | 塚本ゆう       |            |            |
| 第6回（2007年度）  | 候補   | かたばみ荘の猫たち                 | 彩瀬まる       |            |            |
| 第6回（2007年度）  | 候補   | 珍蝶                               | 円山蛇         |            |            |
| 第6回（2007年度）  | 候補   | 旅館みなみ屋                       | マミヤアキ     |            |            |
| 第7回（2008年度）  | 大賞   | 自縄自縛の二乗                     | 蛭田亜紗子     | 2010年9月  | 2012年12月 |
| 第7回（2008年度）  | 読者賞 | 16歳はセックスの齢                 | 山内マリコ     | 2012年8月  | 2014年4月  |
| 第7回（2008年度）  | 候補   | たままゆ                           | 彩瀬まる       |            |            |
| 第7回（2008年度）  | 候補   | 真夜中の孔雀茶屋                   | 山田華         |            |            |
| 第7回（2008年度）  | 候補   | ワタシゴノミ                       | 円山蛇         |            |            |
| 第7回（2008年度）  | 候補   | 聖橋マンゴーレイン                 | 飯田麻子       |            |            |
| 第8回（2009年度）  | 大賞   | ミクマリ                           | 窪美澄         | 2010年7月  | 2012年10月 |
| 第8回（2009年度）  | 候補   | 内洞君                             | 蓮生乙嗣       |            |            |
| 第8回（2009年度）  | 候補   | いちごゼリーのたくらみ             | 鈴木メロウ     |            |            |
| 第8回（2009年度）  | 候補   | 成宮失恋治療院                     | 姫野ルミ       |            |            |
| 第8回（2009年度）  | 候補   | 七日美女                           | コウサカミユキ |            |            |
| 第8回（2009年度）  | 候補   | まごころを君に                     | 番あしえ       |            |            |
| 第9回（2010年度）  | 優秀賞 | 溶けたらしぼんだ。                 | 木爾チレン     | 2010年12月 |            |
| 第9回（2010年度）  | 読者賞 | 花に眩む                           | 彩瀬まる       | 2010年12月 |            |
| 第9回（2010年度）  | 候補   | クローゼット                       | 天城智伊       |            |            |
| 第9回（2010年度）  | 候補   | やづくんとあいちゃん               | 高柳亜希子     |            |            |
| 第9回（2010年度）  | 候補   | 20％は誰が悪い                     | 芦沢やよい     |            |            |
| 第9回（2010年度）  | 候補   | 溺れちまうよと、カワウソは言った。 | 山田うみ       |            |            |
| 第10回（2011年度） | 大賞   | べしみ                             | 田中兆子       | 2014年3月  | 2016年10月 |
| 第10回（2011年度） | 読者賞 | 偶然の息子                         | 上月文青       |            |            |
| 第10回（2011年度） | 候補   | 僕のゆかちゃん                     | 宇山明香       |            |            |
| 第10回（2011年度） | 候補   | 愛とその他のこと                   | 佐伯こはく     |            |            |
| 第10回（2011年度） | 候補   | ふらふら、不埒                     | 後藤亜稀子     |            |            |
| 第10回（2011年度） | 候補   | selfish                            | 西丘はつか     |            |            |

### 第11回から
| 回（年度）         | 賞     | 受賞作                                             | 著者         | 初刊       | 文庫化     |
| ------------------ | ------ | -------------------------------------------------- | ------------ | ---------- | ---------- |
| 第11回（2012年度） | 大賞   | 金江のおばさん                                     | 深沢潮       | 2013年2月  | 2016年2月  |
| 第11回（2012年度） | 読者賞 | ハロー、厄災                                       | こざわたまこ | 2015年9月  | 2018年3月  |
| 第11回（2012年度） | 候補   | 想影                                               | 野村実来     |            |            |
| 第11回（2012年度） | 候補   | キャラバン                                         | 香文実和子   |            |            |
| 第11回（2012年度） | 候補   | ジェリー・フィッシュ                               | 雛倉さりえ   |            |            |
| 第11回（2012年度） | 候補   | すごく遠く                                         | 川上寿月     |            |            |
| 第12回（2013年度） | 大賞   | マンガ肉と僕                                       | 朝香式       | 2014年9月  | 2019年7月  |
| 第12回（2013年度） | 読者賞 | 朝凪                                               | 森美樹       | 2015年3月  | 2017年12月 |
| 第12回（2013年度） | 候補   | グレイン・オブ・ライス・イナ・サバービア           | 鵡川いづる   |            |            |
| 第12回（2013年度） | 候補   | 絆創膏ワルツ                                       | 八条優季     |            |            |
| 第12回（2013年度） | 候補   | パーティ                                           | 一木けい     |            |            |
| 第13回（2014年度） | 大賞   | とべない蝶々                                       | 仲村かずき   |            |            |
| 第13回（2014年度） | 読者賞 | ただしくないひと、桜井さん                         | 滝田愛美     | 2016年12月 | 2020年4月  |
| 第13回（2014年度） | 候補   | ゾウリムシの部屋、セックスの部屋                   | 一木けい     |            |            |
| 第13回（2014年度） | 候補   | ぽんぽん                                           | 香坂よし穂   |            |            |
| 第13回（2014年度） | 候補   | 彼氏が欲しい処女を捨てたい結婚したい子供を産みたい | 迫ななえ     |            |            |
| 第13回（2014年度） | 候補   | 猫のたまご                                         | せつさやか   |            |            |
| 第14回（2015年度） | 大賞   | 明け方の家                                         | 秋吉敦貴     |            |            |
| 第14回（2015年度） | 友近賞 | 明け方の家                                         | 秋吉敦貴     |            |            |
| 第14回（2015年度） | 読者賞 | くたばれ地下アイドル                               | 小林早代子   | 2018年4月  | 2025年2月  |
| 第14回（2015年度） | 候補   | 不祥事                                             | 一木けい     |            |            |
| 第14回（2015年度） | 候補   | 笑って欲しくて                                     | 前田タカコ   |            |            |
| 第14回（2015年度） | 候補   | コーラスノート                                     | 七瀬裕子     |            |            |
| 第14回（2015年度） | 候補   | プルースト効果の実験と結果                         | 佐々木愛     |            |            |
| 第15回（2016年度） | 大賞   | カメルーンの青い魚                                 | 町田そのこ   | 2017年8月  | 2021年3月  |
| 第15回（2016年度） | 読者賞 | 西国疾走少女                                       | 一木けい     | 2018年1月  | 2020年5月  |
| 第15回（2016年度） | 友近賞 | 県民には買うものがある                             | 笹井都和古   | 2019年3月  |            |
| 第15回（2016年度） | 候補   | ストロボライド                                     | 山田珠玉     |            |            |
| 第15回（2016年度） | 候補   | 祝、貧乳                                           | 佐々木愛     |            |            |
| 第15回（2016年度） | 候補   | 泳ぐ鹿 Swimming Deer                               | 白尾悠       |            |            |
| 第16回（2017年度） | 大賞   | アクロス・ザ・ユニバース                           | 白尾悠       | 2018年5月  | 2022年7月  |
| 第16回（2017年度） | 読者賞 | アクロス・ザ・ユニバース                           | 白尾悠       | 2018年5月  | 2022年7月  |
| 第16回（2017年度） | 友近賞 | 月と林檎                                           | 伊藤万記     |            |            |
| 第16回（2017年度） | 候補   | どうしようもなくにやけた日々                       | 川上寿月     |            |            |
| 第16回（2017年度） | 候補   | おっぱいララバイ                                   | 渥ゆ史か     |            |            |
| 第16回（2017年度） | 候補   | ストーム                                           | 畑下香住     |            |            |
| 第16回（2017年度） | 候補   | ハルコさんの、日常と1泊2日。                       | カコ         |            |            |
| 第17回（2018年度） | 大賞   | 手さぐりの呼吸                                     | 清水裕貴     | 2019年11月 |            |
| 第17回（2018年度） | 読者賞 | 空におちる海                                       | 夏樹玲奈     | 2019年12月 |            |
| 第17回（2018年度） | 友近賞 | アップル・デイズ                                   | 山本渚       |            |            |
| 第17回（2018年度） | 候補   | 猫と暮らせば                                       | 長谷川未緒   |            |            |
| 第17回（2018年度） | 候補   | 卒業旅行                                           | 宮島ムー     |            |            |
| 第17回（2018年度） | 候補   | 蝶々むすび                                         | 畑下香住     |            |            |
| 第18回（2019年度） | 大賞   | 赤い星々は沈まない                                 | 月吹友香     | 2024年4月  |            |
| 第18回（2019年度） | 読者賞 | おまじない                                         | 小沼朗葉     |            |            |
| 第18回（2019年度） | 友近賞 | 今はまだ言えない                                   | 千加野あい   | 2023年5月  |            |
| 第18回（2019年度） | 候補   | キリコ                                             | 木村咲       |            |            |
| 第18回（2019年度） | 候補   | 好きだった人                                       | 宮島ムー     |            |            |
| 第18回（2019年度） | 候補   | トーキングヘッズ                                   | 善知鳥二子   |            |            |
| 第19回（2020年度） | 大賞   | 何言ってんだ、今ごろ                               | 秋ひのこ     |            |            |
| 第19回（2020年度） | 読者賞 | カラダカシと三時の鳥                               | 梅田寿美子   |            |            |
| 第19回（2020年度） | 友近賞 | カラダカシと三時の鳥                               | 梅田寿美子   |            |            |
| 第19回（2020年度） | 候補   | 海馬の子                                           | 水野みちる   |            |            |
| 第19回（2020年度） | 候補   | 夜をめくる                                         | 雨京香住     |            |            |
| 第19回（2020年度） | 候補   | スタンプ                                           | 有住唯       |            |            |
| 第20回（2021年度） | 大賞   | ありがとう西武大津店                               | 宮島未奈     | 2023年3月  |            |
| 第20回（2021年度） | 読者賞 | ありがとう西武大津店                               | 宮島未奈     | 2023年3月  |            |
| 第20回（2021年度） | 友近賞 | ありがとう西武大津店                               | 宮島未奈     | 2023年3月  |            |
| 第20回（2021年度） | 候補   | 水たまりのできる場所                               | 緒田栞       |            |            |
| 第20回（2021年度） | 候補   | 悪い癖                                             | 戸塚セーラ   |            |            |
| 第20回（2021年度） | 候補   | あのこの・あのこと                                 | 水野みちる   |            |            |
| 第20回（2021年度） | 候補   | アイスと白蛇                                       | 松原凛       |            |            |
| 第20回（2021年度） | 候補   | スターチス                                         | 岡英里奈     |            |            |
| 第21回（2022年度） | 大賞   | 救われてんじゃねえよ                               | 上村裕香     | 2025年4月  |            |
| 第21回（2022年度） | 友近賞 | いい人じゃない                                     | 古池ねじ     |            |            |
| 第21回（2022年度） | 候補   | わらいもん                                         | にしまあおり |            |            |
| 第21回（2022年度） | 候補   | ユスリカ                                           | 村崎夏生     |            |            |
| 第21回（2022年度） | 候補   | 海のふち                                           | 平石蛹       |            |            |
| 第22回（2023年度） | 優秀賞 | 鬼灯の節句                                         | 仲谷実織     |            |            |
| 第22回（2023年度） | 友近賞 | ゴーヤとチーズの精霊馬                             | 義井優       |            |            |
| 第22回（2023年度） | 候補   | 祝福の夜明け                                       | 峯尾ゆき     |            |            |
| 第22回（2023年度） | 候補   | ラ・ライク・ラブ                                   | 関かおる     |            |            |
| 第22回（2023年度） | 候補   | 帰り道もあかるい                                   | 村崎なつ生   |            |            |
| 第22回（2023年度） | 候補   | 洗いたい靴下                                       | タナカマーサ |            |            |
| 第23回（2024年度） | 大賞   | 息子の自立                                         | 広瀬りんご   |            |            |
| 第23回（2024年度） | 友近賞 | 君の無様はとるにたらない                           | 神敦子       |            |            |
| 第23回（2024年度） | 候補   | 褪せる                                             | 鳥飼みその   |            |            |
| 第23回（2024年度） | 候補   | 西瓜婆                                             | 斉藤時々     |            |            |
| 第23回（2024年度） | 候補   | これをもって、私の初恋とします                     | 楠原夏緒     |            |            |
| 第23回（2024年度） | 候補   | 姉妹じまい                                         | 砂川緑       |            |            |
| 第24回（2025年度） | 大賞   | 笑顔は業務に含みません                             | 斉藤時々     |            |            |
| 第24回（2025年度） | 友近賞 | 笑顔は業務に含みません                             | 斉藤時々     |            |            |
| 第24回（2025年度） | 候補   | 17（セブンティーン）                               | にしまあおり |            |            |
| 第24回（2025年度） | 候補   | 女の檻                                             | 朝凪めい     |            |            |
| 第24回（2025年度） | 候補   | みどりごを抱く                                     | 東雲舞衣     |            |            |
| 第24回（2025年度） | 候補   | 海を蹴る                                           | 深山夏楠     |            |            |

## 選考委員
第1回
光野桃、山本文緒
第2回 - 第5回
山本文緒、角田光代
第6回 - 第10回
山本文緒、角田光代、唯川恵
第11回 - 第13回
三浦しをん、辻村深月
第14回 - 第20回
三浦しをん、辻村深月、友近
第21回 -
窪美澄、東村アキコ、柚木麻子、友近